# Ingvor Bondesen
Ingvor Andreas Nicolai Bondesen, född 1844, död den 17 mars 1911 i Köpenhamn, var en dansk författare.
Bondesen var skollärare på Fyn. Han skrev populära skolböcker och en rad romaner, avsedda för en folklig läsekrets.